# Joaquim Vidal Argimon
Joaquim Vidal Argimon (Premià de Mar, 1873 - Montcada, 14 de desembre de 1936) fou un polític català, alcalde de Premià de Mar, que fou mort assassinat durant la guerra civil espanyola.
Natural de Premià de Mar, era mestre d'obres i va ser alcalde de Premià de Mar en tres ocasions: de 1914 al 1916, de 1920 al 1923 durant la Dictadura de Primo de Rivera i finalment durant un mes de transició, al març de 1930. Vivia al carrer de Sant Pau núm. 8 de Premià de Mar.
Durant la guerra civil espanyola marxà a Barcelona el desembre de 1936 perquè estava amenaçat de mort pel comitè revolucionari de Premià de Mar, amb l'esperança de poder-se refugiar a casa d'un familiar que era empleat al Centre de Dependents (CADCI). Però, va ser detingut a la ciutat per un comitè revolucionari de la FAI i empresonat. Sense un judici just, el 14 de desembre de 1936 va ser portat al cementeri de Montcada i a la tapia, junt amb altres presoners va ser afusellat i assassinat. Després va ser enterrat en el mateix cementeri de Montcada en un nínxol. (identificació núm. 697).